# Винниківський лісопарк
Ви́нниківський лісопа́рк (інші назви — Винниківський ліс, Майорівський лісопарк) — лісовий масив на території, підпорядкованій Львівській міській раді.
Площа лісопарку 2799 га. Простягається від Майорівки і Пасік (місцевості у східній частині Львові) до меж міста Винників. 
Через ліс проходить автомобільна дорога Н02 Львів — Винники — Золочів — Тернопіль, яка розділяє ліс на північну та південну частини. У ландшафтному плані Винниківський лісопарк розташований на пагорбах Львівського плато і межує на півночі з Малим Поліссям, а на півдні — з Львівським Опіллям. Основу лісу становлять насадження сосни (звичайна, гірська, чорна, веймутова), модрини японської, смереки, псевдотсуги, ясена манного та дуба червоного. У лісі є багато ярів, деякі з них простягаються на понад 1 км. З північного заходу на південний схід ліс перетинає річка Марунька.
Винниківський лісопарк популярний серед любителів велосипедного спорту. Лісові дороги значно понищені колісною технікою (лісовозами, квадроциклами, мотоциклами), які несуть загрозу місцевій флорі і фауні, особливо у період активного розмноження тварин (сезон тиші).
У лісі розташована пам'ятка історії та природи Чотові скелі, а також заказник «Чортова Скеля», Медова печера і Винниківське озеро. Крім того, на основі лісопарку 1984 року було створено лісовий заказник «Винниківський», загальною площею 848 га. Охороняються цінні дубові насадження з мальовничими ландшафтами.